# La Reforma, Santa María Chilchotla
La Reforma är en ort i Mexiko.   Den ligger i kommunen Santa María Chilchotla och delstaten Oaxaca, i den sydöstra delen av landet, 280 km sydost om huvudstaden Mexico City. La Reforma ligger 1 249 meter över havet och antalet invånare är 208.
Terrängen runt La Reforma är bergig norrut, men söderut är den kuperad. Runt La Reforma är det ganska tätbefolkat, med 120 invånare per kvadratkilometer. Närmaste större samhälle är Huautla de Jiménez, 12,2 km sydväst om La Reforma. I omgivningarna runt La Reforma växer i huvudsak städsegrön lövskog.